# Kercseliget
Kercseliget é um município da Hungria, situado no condado de Somogy. Tem 19,47 km² de área e sua população em 2019 foi estimada em 371 habitantes.